# Przydroże Małe
Przydroże Małe (deutsch: Klein Schnellendorf) ist ein Ort der Stadt- und Landgemeinde Korfantów im Powiat Nyski der Woiwodschaft Opole in Polen.

## Geographie
Przydroże Małe liegt rund sieben Kilometer südwestlich von Korfantów (Friedland O.S.), 25 Kilometer südöstlich von Nysa (Neisse) und 46 Kilometer südwestlich von Opole in der Nizina Śląska (Schlesischen Tiefebene). Die größte Erhebung bildet der südöstlich des Ortes gelegene Schwedenberg (Szwedzka Górka).

### Ortsteile
Zu Przydroże Małe gehört der Weiler Ligota Ścinawska (Ellguth - Steinau).

### Nachbarorte
Nachbarorte von Przydroże Małe sind im Norden Przydroże Wielkie (Groß Schnellendorf), im Südosten Pleśnica (Plieschnitz), im Südwesten Ścinawa Mała (Steinau O.S.) und im Westen Jegielnica (Jäglitz).

## Geschichte

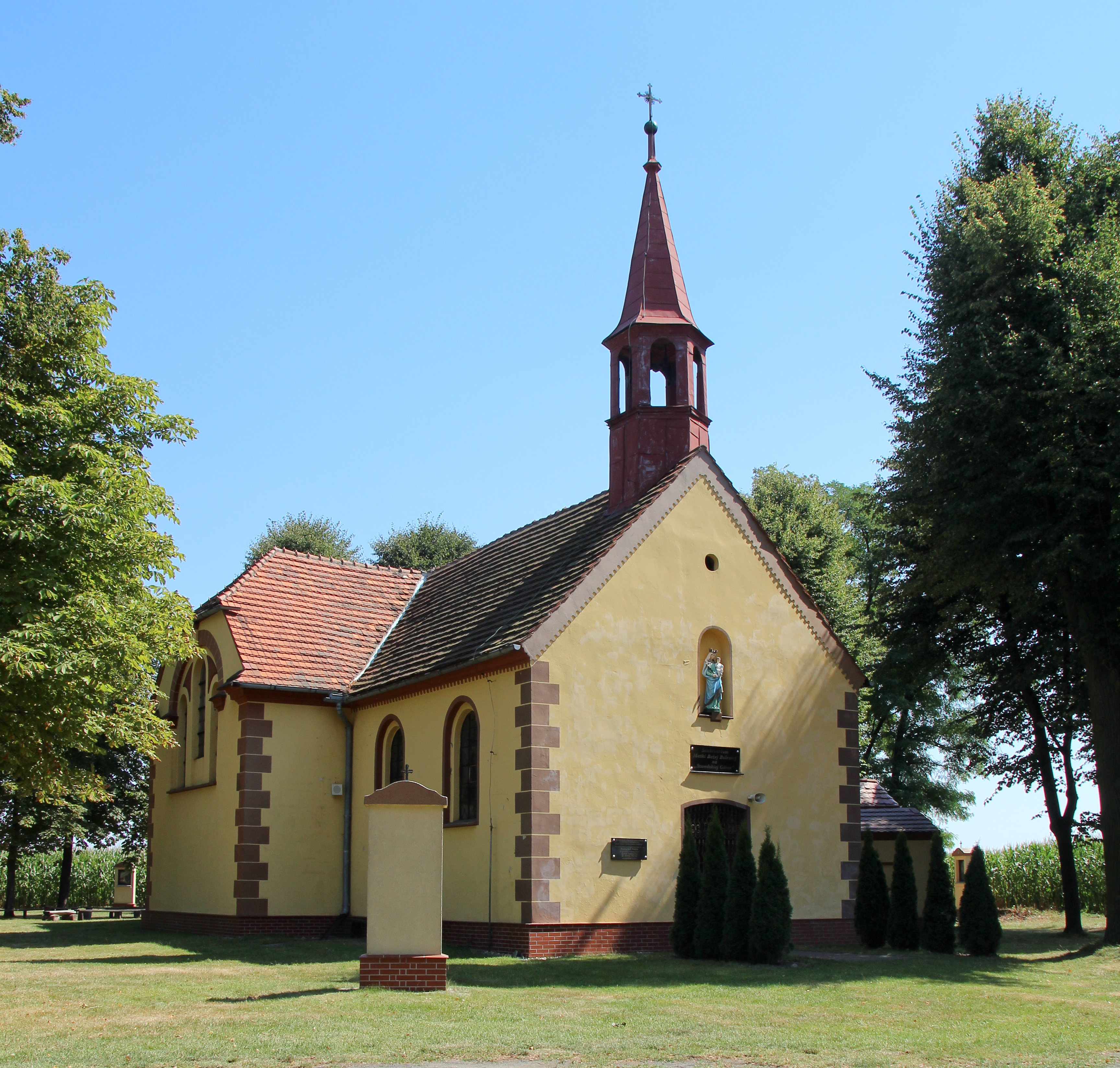
Mater-Dolorosa-Kirche

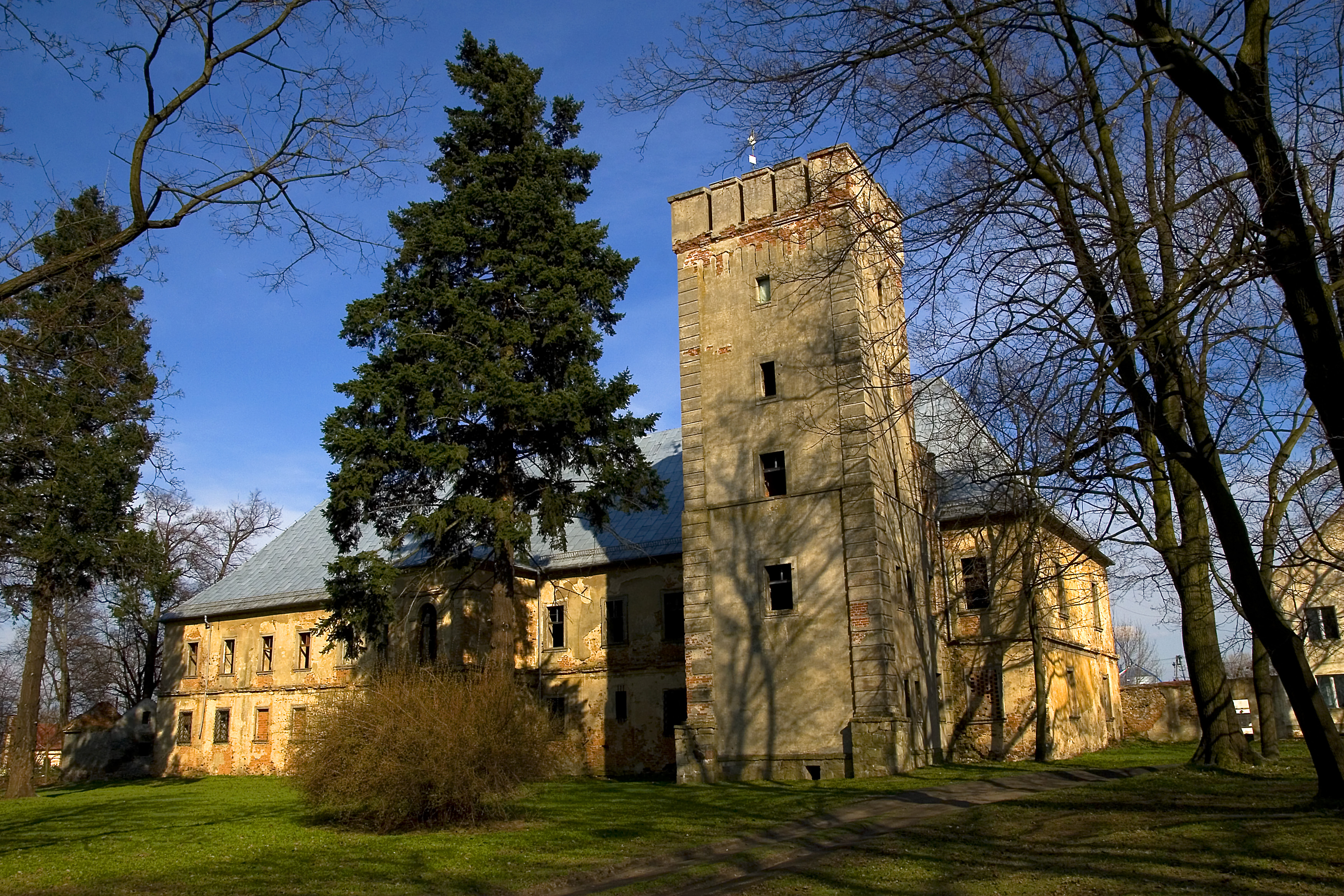
Schloss Klein Schnellendorf

Das Dorf wurde vermutlich in der Mitte des 13. Jahrhunderts nach deutschem Recht gegründet. Im 14. und 15. Jahrhundert wird der Ort mehrmals als Snellindorf erwähnt.
Am 9. Oktober 1741 trafen sich der preußische König Friedrich II. und der Marschall der österreichischen Truppen im Schloss Klein Schnellendorf zu Gesprächen. Hier wurde von Seiten Österreichs bereits die Abtretung von ganz Niederschlesien zugesagt. Dieses Treffen ist auch als Geheimkonvention von Klein-Schnellendorf bekannt. Nach dem Ersten Schlesischen Krieg 1742 fiel Klein Schnellendorf mit dem größten Teil Schlesiens an Preußen.
Nach der Neuorganisation der Provinz Schlesien gehörte die Landgemeinde Klein Schnellendorf ab 1818 zum Landkreis Falkenberg O.S. im Regierungsbezirk Oppeln. 1845 bestanden im Dorf ein Schloss, die Schwedenkapelle auf dem Schwedenberg, eine katholische Schule, eine Brauerei, eine Brennerei und 82 Häuser. Im gleichen Jahr lebten in Klein Schnellendorf 477 Menschen, davon zwölf evangelisch. 1861 lebten in Klein Schnellendorf 479 Menschen. 1865 zählte das Dorf 30 Gärtner und 29 Häusler. Die Schule im Ort zählte im gleichen Jahr 145 katholische Schüler. 1874 wurde der Amtsbezirk Klein Schnellendorf gegründet, welcher aus den Orten Ellguth-Steinau, Groß Schnellendorf, Klein Schnellendorf und Plieschnitz und den Gutsbezirken Ellguth-Steinau, Groß Schnellendorf, Klein Schnellendorf und Plieschnitz bestand. Erster Amtsvorsteher war der Rittergutsbesitzer Blomeyer in Klein Schnellendorf. 1885 zählte Klein Schnellendorf 355 Einwohner.
1933 hatte Klein Schnellendorf 446, 1939 wiederum 495 Einwohner. Bis 1945 befand sich der Ort im Landkreis Falkenberg O.S.
Als Folge des Zweiten Weltkriegs fiel Klein Schnellendorf 1945 wie der größte Teil Schlesiens unter polnische Verwaltung. Nachfolgend wurde der Ort in Przydroże Małe umbenannt und der Woiwodschaft Schlesien angeschlossen. 1946 wurde die deutsche Bevölkerung vertrieben. 1950 wurde es der Woiwodschaft Oppeln eingegliedert. 1999 kam der Ort zum neu gegründeten Powiat Nyski (Kreis Neisse). 2005 zählte das Dorf 345 Einwohner.

## Sehenswürdigkeiten
- Die römisch-katholische St.-Florian-Kirche (poln. Kościół św. Floriana) wurde 1901 erbaut.[8]
- Die römisch-katholische Mater-Dolorosa-Kirche (auch Wallfahrtskapelle auf dem Schwedenberg oder Schwedenkapelle, poln. Kościół Matki Boskiej Bolesnej na Szwedzkiej Górce) ist ein Wallfahrtsort auf dem Schwedenberg. Sie befindet sich südöstlich des Dorfes. Die kleine Ablasskirche wurde im dritten Viertel des 19. Jahrhunderts erbaut.[9] Um die Kapelle herum befinden sich sechs weitere kleine Wegekapelle sowie eine Kreuzwegstation aus dem 19. Jahrhundert. Die Anlage steht seit 1966 unter Denkmalschutz.[10]
- Beim Schloss Schnellendorf handelt es sich ursprünglich um eine barocke Schlossanlage, welche um 1730 entstand. Der rechteckige Hauptbaukörper stammt aus der zweiten Hälfte des 19. Jahrhunderts. An der Ostecke befindet sich der Turm, welcher mit einem oktogonalen Helmdach versehen ist. An der Westseite befindet sich der höhere Schlossturm mit quadratischen Grundriss und mit Zinnen bekrönt. Die Nebengebäude des Schlosses entstanden vorwiegend zu Beginn des 20. Jahrhunderts. Der das Schloss umgebende Schlosspark wurde im 19. Jahrhundert angelegt. Das Schloss wurde 1959 und die Parkanlage 1989 unter Denkmalschutz gestellt.[10] 1862 wurde im Schlosshof ein 3,7 m hohes Standbild von Friedrich dem Großen aufgestellt. Es existiert heute nicht mehr.